# Dieter Acker
Dieter Acker (* 3. November 1940 in Hermannstadt, Königreich Rumänien; † 27. Mai 2006 in München) war ein deutscher Komponist, Musikpädagoge und Hochschullehrer. Er erlangte internationale Anerkennung für seine musikalischen Werke und unterrichtete an renommierten Musikinstitutionen in Deutschland.

## Leben

### Dieter Ackers musikalische Anfänge in Hermannstadt und sein Weg in die Komposition
Dieter Acker wurde als Siebenbürger Sachse in Hermannstadt geboren. Seine Eltern waren der Lehrer und Schulleiter Michael Acker (1916–1943), der in Stalingrad starb, und die Kindergärtnerin Helene Acker (1918–2014). Dieter Ackers jüngerer Bruder, Heinz Acker (* 1942) wurde auch Musiker. Ersten Klavier- und Orgelunterricht so wie Unterricht in Musiktheorie erhielt Dieter Acker durch Franz Xaver Dressler. Dieser war Organist und Stadtkantor in Hermannstadt und ein Schüler Karl Straubes und Max Regers. Er machte den jungen Acker mit der deutschen Musikkultur vertraut. Als Acker neun Jahre alt war, wurde Dresslers Knabenchor, der Brukenthal-Chor, durch die rumänischen kommunistischen Staatsorgane aufgelöst. Zwei Jahre später wurde der Stadtkantor unter anderem wegen seines Einsatzes für Geistliche Musik verhaftet und zu mehreren Jahren Zwangsarbeit verurteilt. Im Alter von 19 Jahren wurde der Bachchor Hermannstadt verstaatlicht, und Acker wurde untersagt geistliche Musik öffentlich aufzuführen.

### Studien bei Sigismund Toduta und Lehrkarriere in Siebenbürgen
Ab 1959 studierte er bei Sigismund Toduta an der seit 1950 Konservatorium genannten Staatlichen Musikhochschule, der heutigen Musikakademie Gheorghe Dima in Klausenburg, Komposition. Toduta war Schüler von einem Schüler Ildebrando Pizzetti und Alfredo Casella und er erkannte bald das große Talent Ackers. Nach Ende des Studiums 1964 blieb Acker Todutas Assistent und unterrichtete selbst von 1964 bis 1969 Komposition und musiktheoretische Fächer an der Hochschule. 1966 erhielt er für sein Streichquartett Nr. 1 beim Kompositionswettbewerb im Rahmen des Prager Frühlings den Kompositionspreis.

### Exil und Lehrtätigkeit in Deutschland
1969 siedelte Acker aus politischen und kunstpolitischen Gründen von Siebenbürgen (Rumänien) nach Deutschland über. In Deutschland war er zunächst von 1969 bis 1972 Dozent am Robert-Schumann-Konservatorium, der heutigen Robert Schumann Hochschule Düsseldorf. Er erhielt 1970 den Stamitzpreis und 1971 den Kompositionspreis der Stadt Stuttgart und den Marler Kompositionspreis. 1972 wurde er Theorie- und Kompositionslehrer an die Musikhochschule in München. in den nächsten Jahren folgten weitere Auszeichnungen mit dem Kompositionspreis 1972 des Lions-Club-International, 1973 mit dem Internationalen Kompositionspreis des Stroud-Festival in England und 1974 mit dem Hitzacker-Preis. In München trat er 1976 die Nachfolge von Harald Genzmer als Professor für Komposition an.

### Prominente Schüler und Auszeichnungen in seiner Musikkarriere
Zahlreiche prominente Komponisten entstammen seiner Kompositionsklasse, so Wolfram Buchenberg, Ferran Cruixent, Oriol Cruixent, Marius Ruhland, Florian Heigenhauser, Peter Wittrich und andere. Im Jahre 2000 verlieh ihm die Klausenburger Hochschule die Ehrendoktorwürde.
„Nie einer avantgardistischen Parteiung verpflichtet, entwickelte Acker einen ganz eigenen Kompositionsstil, der vor allem auf Verständlichkeit und Nachvollziehbarkeit angelegt ist, ohne dabei in populäre Anbiederung zu geraten. Seine Musik ist melodiös, sensibel, von feiner Struktur und doch von intensiver Wirkung, der verhaltenen Stille, des Lyrischen ebenso mächtig wie der großen Steigerung, des Ekstatischen. Ihre Eindringlichkeit berührt und überträgt sich unmittelbar.“ (Zitat H. Leuchtmann)
Weitere Acker verliehene Preise waren der Johann-Wenzel-Stamitz-Preis 1988 und international der "Prix ´Henriette Renié´ der Académie des Beaux Arts. Dieter Acker erlag am 27. Mai 2006 im Alter von 65 Jahren einer schweren Krankheit.

## Werke (Auswahl)
Der Nachlass Dieter Acker in der Musikabteilung umfasst ein umfangreiches Werk eigener Kompositionen. Sein Werkverzeichnis beläuft sich auf annähernd zweihundert Kompositionen verschiedenster Genres. Viele wurden von namhaften Interpreten weltweit aufgeführt. Vor allem schrieb er Orchesterkompositionen, darunter sechs Sinfonien, Instrumentalkonzerte, Kammermusik in den unterschiedlichsten Besetzungen sowie Klavier-, Orgel- und Vokalwerke.

## Diskografie (Auswahl)
- Stigmen für Violine, Violoncello und Klavier, Abegg – Trio, Intercord
- Cantus gemellus Duo für zwei Violinen, Duo Gelland, Vienna Modern Masters
- Violinkonzert Ferenc Kiss-Violine, Christoph Eschenbach-Dirigent, Staatsphilharmonie Rh.-Pfalz, Bella Musica
- Sonate für Violine solo, Martin Gelland, Vienna Modern Masters
- Rilke-Sonate für Violine und Klavier, Igor Ozim, Günter Ludwig, Rayuela Records
- Hölderlin-Sonate für Klavier, Peter Roggenkamp, Rayuela Records
- Sonate für Viola und Klavier, Tivadar Popa, Thérèse Dussaut, Rayuela Records
- Eichendorff-Sonate für Klarinette und Klavier, Eduard Brunner, Margarita Höhenrieder, Rayuela Records
- Mörike-Sonate für Violoncello und Klavier. Götz Teutsch, Till Engel, Rayuela Records
- Trio für Trompete, Posaune und Klavier, Trio Armin Rosin, Hänssler
- Zwischen Tag und Traum für Flöte, Altflöte und Klavier. Münchner Flötentrio: Elisabeth Weinzierl, Edmund Wächter, Eva Schieferstein. Cavalli Records